# Ribnikar
Ribnikar je priimek v Sloveniji in tujini. Po podatkih Statističnega urada Republike Slovenije so na dan 1. januarja 2011 v Slovenjiji uporabljale ta priimek 304. osebe.  

## Znani slovenski nosilci priimka
- Adolf Ribnikar (1880—1946), živinozdravnik, politik in gospodarstvenik
- Anton Ribnikar (*1950), pravnik, športni delavec
- Barbara Ribnikar (*1990), igralka
- Bojan Ribnikar (1914—1989), časnikar, urednik in gospodarstvenik
- Cene Ribnikar >> Vinko Ribnikar
- Dušan Ribnikar (1911—1994), gradbenik, gospodarstvenik
- Franc Ribnikar (1840—1905), zdravnik in filantrop (v Srbiji)
- Ivan Ribnikar (1936—2022), ekonomist, strokovnjak za finance, univ. profesor; prvi nepartijski član predsedstva SRS
- Janez Ribnikar, kolesar
- Marko Ribnikar (*1962), alpski smučar
- Peter Ribnikar (1925—2018), zgodovinar, arhivist
- Stanko Ribnikar (?—1967), planinec
- Stojan Ribnikar (1918—2004), gradbenik, konseravtor kulturnih objektov
- Vinko (Cene) Ribnikar (1930—2020), kipar, rezbar, ilustrator
- Vojteh Ribnikar (1857—1895), šolnik in sadjar

## Znani tuji nosilci priimka
- Jara Ribnikar (1912—2007), srbska pisateljica (češkega rodu)
- Vladislav Ribnikar (1871—1914), srbski novinar, časnikar (slov. rodu)
- Vladislav S. Ribnikar (1900—1955), srbski novinar, časnikar in politik